# Liga MX (Clausura 2015)
Liga MX 2014/2015 (Clausura) – 93. edycja rozgrywek najwyższej w hierarchii ligi piłkarskiej w Meksyku (38. edycja licząc od wprowadzenia półrocznych sezonów). Rozgrywki odbyły się wiosną; pierwszy mecz rozegrano 9 stycznia, zaś ostatni (finał) 31 maja. Toczone były systemem ligowo pucharowym – najpierw wszystkie osiemnaście zespołów rywalizowało ze sobą podczas regularnego sezonu, a po jego zakończeniu osiem najlepszych drużyn zakwalifikowało się do fazy play-off, która wyłoniła mistrza kraju. Tytułu mistrzowskiego bronił Club América.
Mistrzostwo Meksyku – piąte w historii – zdobył Club Santos Laguna, pokonując po obfitującym w gole w dwumeczu finałowym zespół Querétaro FC, który z kolei po raz pierwszy w swojej historii dotarł do finału. Do drugiej ligi po zaledwie roku występów na najwyższym szczeblu rozgrywek spadł Universidad de Guadalajara. Tytuł króla strzelców sezonu zdobył Kolumbijczyk Dorlan Pabón z zespołu CF Monterrey z dziesięcioma golami na koncie. Najlepszym piłkarzem sezonu został wybrany Argentyńczyk Agustín Marchesín, bramkarz Club Santos Laguna.
Do rozgrywek Ligi Mistrzów CONCACAF 2015/2016 zakwalifikował się automatycznie mistrz i wicemistrz kraju  – Club Santos Laguna i Querétaro FC.

## Kluby

### Stadiony i lokalizacje
| Klub                       | Miasto           | Stan             | Stadion                        | Pojemność | Zdjęcie | Skrót |
| -------------------------- | ---------------- | ---------------- | ------------------------------ | --------- | ------- | ----- |
| Club América               | m. Meksyk        | Distrito Federal | Estadio Azteca                 | 105 064   |         | AME   |
| Atlas                      | Guadalajara      | Jalisco          | Estadio Jalisco                | 63 163    |         | ATS   |
| Chiapas                    | Tuxtla Gutiérrez | Chiapas          | Estadio Víctor Manuel Reyna    | 31 500    |         | CHI   |
| Cruz Azul                  | m. Meksyk        | Distrito Federal | Estadio Azul                   | 35 161    |         | CAZ   |
| Guadalajara                | Guadalajara      | Jalisco          | Estadio Omnilife               | 49 850    |         | GUA   |
| León                       | León             | Guanajuato       | Estadio León                   | 27 000    |         | LEO   |
| Monterrey                  | Monterrey        | Nuevo León       | Estadio Tecnológico            | 36 485    |         | MTY   |
| Morelia                    | Morelia          | Michoacán        | Estadio Morelos                | 35 869    |         | MOR   |
| Pachuca                    | Pachuca          | Hidalgo          | Estadio Hidalgo                | 30 000    |         | PAC   |
| Puebla                     | Puebla           | Puebla           | Estadio Universitario BUAP     | 21 750    |         | PUE   |
| Pumas UNAM                 | m. Meksyk        | Distrito Federal | Estadio Olímpico Universitario | 68 954    |         | PUM   |
| Querétaro                  | Querétaro        | Querétaro        | Estadio Corregidora            | 35 575    |         | QRO   |
| Santos Laguna              | Torreón          | Coahuila         | Estadio Corona                 | 30 000    |         | SAN   |
| Tigres UANL                | Monterrey        | Nuevo León       | Estadio Universitario          | 45 000    |         | TIG   |
| Tijuana                    | Tijuana          | Kalifornia Dolna | Estadio Caliente               | 33 333    |         | TIJ   |
| Toluca                     | Toluca           | Meksyk           | Estadio Nemesio Díez           | 26 000    |         | TOL   |
| Universidad de Guadalajara | Guadalajara      | Jalisco          | Estadio Jalisco                | 63 163    |         | UDG   |
| Veracruz                   | Veracruz         | Veracruz         | Estadio Luis de la Fuente      | 30 000    |         | VER   |

### Trenerzy, kapitanowie, sponsorzy
| Klub             | Trener                  | Trener                 | Kapitan               | . | Sponsor techniczny | Sponsor na koszulce |
| ---------------- | ----------------------- | ---------------------- | --------------------- | - | ------------------ | ------------------- |
| Club América     | Gustavo Matosas         | od 17 grudnia 2014     | brak stałego kapitana | . | Nike               | Bimbo               |
| Atlas            | Tomás Boy               | od 6 grudnia 2013      | Rodrigo Millar        | . | Puma               | Bridgestone         |
| Chiapas          | Sergio Bueno            | od 5 czerwca 2013      | Javier Muñoz Mustafá  | . | Pirma              | Chiapas             |
| Cruz Azul        | Luis Fernando Tena      | od 10 grudnia 2013     | Gerardo Torrado       | . | Under Armour       | Cemento Cruz Azul   |
| Guadalajara      | José Manuel de la Torre | od 7 października 2014 | Omar Bravo            | . | Adidas             | Bimbo               |
| León             | Juan Antonio Pizzi      | od 3 grudnia 2014      | Mauro Boselli         | . | Pirma              | Telcel              |
| Monterrey        | Carlos Barra            | od 18 lutego 2014      | Severo Meza           | . | Puma               | Bimbo               |
| Morelia          | Alfredo Tena            | od 4 grudnia 2014      | Carlos Morales        | . | Joma               | Bridgestone         |
| Pachuca          | Diego Alonso            | od 4 grudnia 2014      | Aquivaldo Mosquera    | . | Nike               | Cementos Fortaleza  |
| Puebla           | José Guadalupe Cruz     | od 8 grudnia 2014      | Luis Miguel Noriega   | . | Charly             | Coca-Cola           |
| Pumas UNAM       | Guillermo Vázquez       | od 18 sierpnia 2014    | Darío Verón           | . | Nike               | Banamex             |
| Querétaro        | Ignacio Ambríz          | od 4 lutego 2013       | Miguel Ángel Martínez | . | Pirma              | Banco Multiva       |
| Santos Laguna    | Pedro Caixinha          | od 20 listopada 2012   | Carlos Izquierdoz     | . | Puma               | Soriana             |
| Tigres UANL      | Ricardo Ferretti        | od 19 maja 2010        | Hugo Ayala            | . | Adidas             | Cemex               |
| Tijuana          | Daniel Guzmán           | od 1 września 2014     | Javier Gandolfi       | . | Adidas             | Caliente            |
| Toluca           | José Cardozo            | od 7 maja 2013         | Paulo da Silva        | . | Under Armour       | Banamex             |
| U de Guadalajara | Luis Alfonso Sosa       | od 1 grudnia 2011      | Leandro Cufré         | . | Lotto              | Electrolit          |
| Veracruz         | Carlos Reinoso          | od 10 listopada 2014   | Leobardo López        | . | Charly             | Winpot Casino       |

### Zmiany trenerów
| Klub             | Były trener            | Data odejścia     | Powód odejścia   | Nowy trener            | Data zatrudnienia |
| ---------------- | ---------------------- | ----------------- | ---------------- | ---------------------- | ----------------- |
| Przed sezonem    |                        |                   |                  |                        |                   |
| León             | Gustavo Matosas        | 24 listopada 2014 | Rezygnacja       | Juan Antonio Pizzi     | 3 grudnia 2014    |
| Pachuca          | Enrique Meza           | 30 listopada 2014 | Zwolnienie       | Diego Alonso           | 4 grudnia 2014    |
| Morelia          | José Guadalupe Cruz    | 1 grudnia 2014    | Zwolnienie       | Alfredo Tena           | 4 grudnia 2014    |
| Puebla           | José Luis Sánchez Solá | 3 grudnia 2014    | Zwolnienie       | José Guadalupe Cruz    | 8 grudnia 2014    |
| Club América     | Antonio Mohamed        | 14 grudnia 2014   | Koniec kontraktu | Gustavo Matosas        | 17 grudnia 2014   |
| W trakcie sezonu |                        |                   |                  |                        |                   |
| Monterrey        | Carlos Barra           | 15 lutego 2015    | Zwolnienie       | Antonio Mohamed        | 16 lutego 2015    |
| Querétaro        | Ignacio Ambríz         | 23 lutego 2015    | Zwolnienie       | Víctor Manuel Vucetich | 23 lutego 2015    |
| Morelia          | Alfredo Tena           | 21 lutego 2015    | Zwolnienie       | Roberto Hernández      | 24 lutego 2015    |

## Regularny sezon

### Tabela
| Lp. | Drużyna          | M  | Z | R | P  | Bramki | Bramki | Różn. | Pkt | Uwagi                    |
| --- | ---------------- | -- | - | - | -- | ------ | ------ | ----- | --- | ------------------------ |
| 1   | Tigres UANL      | 17 | 9 | 2 | 6  | 23     | 15     | +8    | 29  | Wejście do fazy play-off |
| 2   | América          | 17 | 8 | 5 | 4  | 21     | 18     | +3    | 29  | Wejście do fazy play-off |
| 3   | Veracruz         | 17 | 7 | 7 | 3  | 28     | 18     | +10   | 28  | Wejście do fazy play-off |
| 4   | Atlas            | 17 | 8 | 4 | 5  | 20     | 21     | −1    | 28  | Wejście do fazy play-off |
| 5   | Guadalajara      | 17 | 7 | 5 | 5  | 20     | 16     | +4    | 26  | Wejście do fazy play-off |
| 6   | Querétaro        | 17 | 8 | 2 | 7  | 25     | 23     | +2    | 26  | Wejście do fazy play-off |
| 7   | Pachuca          | 17 | 7 | 4 | 6  | 25     | 21     | +4    | 25  | Wejście do fazy play-off |
| 8   | Santos Laguna    | 17 | 7 | 4 | 6  | 24     | 21     | +3    | 25  | Wejście do fazy play-off |
| 9   | Cruz Azul        | 17 | 7 | 4 | 6  | 14     | 14     | 0     | 25  |                          |
| 10  | Toluca           | 17 | 6 | 6 | 5  | 20     | 18     | +2    | 24  |                          |
| 11  | Tijuana          | 17 | 7 | 3 | 7  | 30     | 30     | 0     | 24  |                          |
| 12  | Monterrey        | 17 | 7 | 3 | 7  | 24     | 27     | −3    | 24  |                          |
| 13  | Pumas UNAM       | 17 | 6 | 4 | 7  | 22     | 27     | −5    | 22  |                          |
| 14  | Puebla           | 17 | 5 | 5 | 7  | 21     | 20     | +1    | 20  |                          |
| 15  | Chiapas          | 17 | 5 | 5 | 7  | 21     | 30     | −9    | 20  |                          |
| 16  | U de Guadalajara | 17 | 5 | 3 | 9  | 13     | 19     | −6    | 18  |                          |
| 17  | León             | 17 | 4 | 4 | 9  | 27     | 32     | −5    | 16  |                          |
| 18  | Morelia          | 17 | 3 | 4 | 10 | 17     | 25     | −8    | 13  |                          |

### Miejsca po danych kolejkach
| Drużyna/ Kolejka | 1           | 2  | 3  | 4  | 5  | 6  | 7  | 8  | 9  | 10 | 11 | 12 | 13 | 14 | 15 | 16 | 17 |   |
| ---------------- | ----------- | -- | -- | -- | -- | -- | -- | -- | -- | -- | -- | -- | -- | -- | -- | -- | -- | - |
| Drużyna/ Kolejka | Tigres UANL | 17 | 9  | 14 | 15 | 10 | 8  | 12 | 9  | 9  | 9  | 7  | 5  | 7  | 4  | 3  | 2  | 1 |
| Club América     | 1           | 7  | 10 | 6  | 7  | 3  | 2  | 3  | 3  | 3  | 5  | 4  | 4  | 6  | 7  | 5  | 2  |   |
| Veracruz         | 2           | 1  | 1  | 2  | 4  | 5  | 4  | 2  | 2  | 2  | 2  | 2  | 2  | 2  | 2  | 1  | 3  |   |
| Atlas            | 5           | 2  | 5  | 8  | 3  | 6  | 5  | 7  | 7  | 5  | 6  | 8  | 8  | 7  | 4  | 3  | 4  |   |
| Guadalajara      | 14          | 6  | 8  | 5  | 9  | 10 | 6  | 5  | 6  | 4  | 3  | 3  | 1  | 1  | 1  | 4  | 5  |   |
| Querétaro        | 8           | 5  | 9  | 12 | 12 | 14 | 15 | 17 | 16 | 17 | 17 | 15 | 11 | 8  | 12 | 10 | 6  |   |
| Pachuca          | 18          | 18 | 15 | 16 | 15 | 13 | 10 | 13 | 13 | 14 | 11 | 12 | 9  | 11 | 8  | 12 | 7  |   |
| Santos Laguna    | 15          | 17 | 13 | 9  | 5  | 4  | 9  | 12 | 11 | 13 | 15 | 14 | 10 | 12 | 10 | 8  | 8  |   |
| Cruz Azul        | 6           | 3  | 2  | 3  | 1  | 1  | 3  | 6  | 5  | 6  | 4  | 6  | 5  | 5  | 9  | 6  | 9  |   |
| Toluca           | 10          | 4  | 6  | 4  | 6  | 7  | 11 | 8  | 8  | 8  | 9  | 7  | 6  | 9  | 6  | 9  | 10 |   |
| Tijuana          | 13          | 8  | 3  | 1  | 2  | 2  | 1  | 1  | 1  | 1  | 1  | 1  | 3  | 3  | 5  | 7  | 11 |   |
| Monterrey        | 16          | 10 | 16 | 14 | 17 | 17 | 14 | 15 | 15 | 16 | 13 | 10 | 12 | 13 | 13 | 11 | 12 |   |
| Pumas UNAM       | 9           | 14 | 7  | 10 | 13 | 15 | 16 | 18 | 17 | 15 | 12 | 9  | 13 | 10 | 11 | 13 | 13 |   |
| Puebla           | 4           | 12 | 12 | 11 | 14 | 11 | 7  | 4  | 4  | 7  | 8  | 13 | 14 | 15 | 15 | 15 | 14 |   |
| Chiapas          | 3           | 13 | 4  | 7  | 8  | 12 | 8  | 11 | 10 | 12 | 10 | 11 | 15 | 14 | 14 | 14 | 15 |   |
| U de Guadalajara | 7           | 11 | 11 | 13 | 16 | 16 | 17 | 14 | 14 | 10 | 14 | 16 | 16 | 16 | 16 | 16 | 16 |   |
| León             | 12          | 16 | 18 | 17 | 11 | 9  | 13 | 10 | 12 | 11 | 16 | 17 | 17 | 17 | 17 | 17 | 17 |   |
| Morelia          | 11          | 15 | 17 | 18 | 18 | 18 | 18 | 16 | 18 | 18 | 18 | 18 | 18 | 18 | 18 | 18 | 18 |   |

### Wyniki
- 1. kolejka: 9–11 stycznia
- 2. kolejka: 16–18 stycznia
- 3. kolejka: 23–25 stycznia
- 4. kolejka: 30 stycznia – 1 lutego
- 5. kolejka: 6–8 lutego
- 6. kolejka: 13–15 lutego
- 7. kolejka: 20–22 lutego
- 8. kolejka: 27 lutego – 1 marca
- 9. kolejka: 6–8 marca
- 10. kolejka: 13–15 marca
- 11. kolejka: 20–22 marca
- 12. kolejka: 3–5 kwietnia
- 13. kolejka: 10–12 kwietnia
- 14. kolejka: 17–19 kwietnia
- 15. kolejka: 24–26 kwietnia
- 16. kolejka: 1–3 maja
- 17. kolejka: 8–10 maja

| Gospodarz \ Gość | AME | ATS | CHI | CAZ | GUA | LEO | MTY | MOR | PAC | PUE | PUM | QRO | SAN | TIG | TIJ | TOL | UDG | VER |
| América          |     |     | 5:0 | 1:0 |     | 3:2 |     |     |     | 0:0 |     | 0:4 | 1:0 | 1:0 |     | 3:1 | 0:1 |     |
| Atlas            | 1:2 |     |     |     | 1:1 | 3:2 | 2:1 | 2:1 | 1:3 |     | 1:1 |     |     |     |     |     |     | 0:3 |
| Chiapas          |     | 3:1 |     |     | 2:1 |     | 0:2 |     | 2:2 | 2:2 | 0:2 |     |     | 1:0 | 2:2 |     |     | 1:1 |
| Cruz Azul        |     | 1:1 | 0:1 |     | 1:2 |     | 1:0 |     |     |     |     |     | 1:0 | 2:0 | 2:1 |     | 0:2 |     |
| Guadalajara      | 1:1 |     |     |     |     | 1:0 | 3:0 | 2:3 | 1:0 |     | 2:1 |     |     |     |     | 1:0 |     | 0:0 |
| León             |     |     | 1:1 | 2:2 |     |     |     |     |     |     |     | 4:5 | 2:1 | 0:1 | 6:2 | 1:1 | 2:1 |     |
| Monterrey        | 1:1 |     |     |     |     | 5:1 |     | 1:0 | 1:0 |     | 2:2 | 2:1 |     |     |     | 3:2 |     | 1:1 |
| Morelia          | 2:2 |     | 3:2 | 2:0 |     | 0:0 |     |     |     | 1:2 |     | 1:2 | 0:1 |     |     | 0:0 | 0:1 |     |
| Pachuca          | 0:0 |     |     | 0:1 |     | 2:1 |     | 2:0 |     | 2:1 | 3:1 | 2:1 | 2:3 |     |     | 1:1 |     |     |
| Puebla           |     | 0:1 |     | 0:0 | 1:2 | 2:0 | 2:0 |     |     |     |     | 4:1 |     |     | 2:1 | 0:1 |     |     |
| Pumas UNAM       | 0:1 |     |     | 0:1 |     | 1:3 |     | 2:1 |     | 2:1 |     | 1:1 | 1:0 |     |     | 3:2 | 2:0 |     |
| Querétaro        |     | 2:0 | 1:0 | 1:2 | 1:0 |     |     |     |     |     |     |     | 0:1 | 1:3 | 2:1 |     | 1:0 |     |
| Santos Laguna    |     | 0:1 | 4:3 |     | 1:0 |     | 4:1 |     |     | 2:2 |     |     |     | 2:2 | 1:1 |     | 1:0 | 1:2 |
| Tigres UANL      |     | 0:1 |     |     | 2:1 |     | 3:0 | 1:0 | 2:1 | 1:0 | 3:0 |     |     |     | 1:2 |     |     | 3:1 |
| Tijuana          | 1:0 | 1:2 |     |     | 1:1 |     | 3:4 | 4:2 | 3:2 |     | 3:0 |     |     |     |     |     |     | 3:1 |
| Toluca           |     | 0:0 | 3:0 | 1:0 |     |     |     |     |     |     |     | 1:0 | 2:2 | 0:0 | 2:0 |     | 3:1 |     |
| U de Guadalajara |     | 0:2 | 0:1 |     | 1:1 |     | 1:0 |     | 1:1 | 1:1 |     |     |     | 2:1 | 0:1 |     |     | 1:2 |
| Veracruz         | 4:0 |     |     | 0:0 |     | 1:0 |     | 1:1 | 1:2 | 3:1 | 3:3 | 1:1 |     |     |     | 3:0 |     |     |

Źródło: Liga Bancomer MX
Objaśnienia:
1Drużyna gospodarzy jest wymieniona po lewej stronie tabeli.
Kolory: zielony – zwycięstwo gospodarzy, żółty – remis, różowy – zwycięstwo gości.

### Tabela spadkowa
| Lp | Drużyna                    | Pkt A12 | Pkt C13 | Pkt A13 | Pkt C14 | Pkt A14 | Pkt C15 | . | M   | Pkt | Średnia | Uwagi                |
| -- | -------------------------- | ------- | ------- | ------- | ------- | ------- | ------- | - | --- | --- | ------- | -------------------- |
| 1  | Club América               | 31      | 32      | 37      | 25      | 31      | 29      | . | 102 | 185 | 1,8137  |                      |
| 2  | Cruz Azul                  | 26      | 29      | 29      | 36      | 21      | 25      | . | 102 | 166 | 1,6275  |                      |
| 3  | Toluca                     | 34      | 18      | 27      | 32      | 29      | 24      | . | 102 | 164 | 1,6078  |                      |
| 4  | Tigres UANL                | 21      | 35      | 25      | 21      | 31      | 29      | . | 102 | 162 | 1,5882  |                      |
| 5  | Santos Laguna              | 23      | 29      | 33      | 25      | 23      | 25      | . | 102 | 158 | 1,5490  |                      |
| 6  | Tijuana                    | 34      | 21      | 21      | 24      | 21      | 24      | . | 102 | 145 | 1,4216  |                      |
| 7  | Monterrey                  | 23      | 23      | 20      | 23      | 27      | 24      | . | 102 | 140 | 1,3725  |                      |
| 8  | León                       | 33      | 16      | 30      | 23      | 22      | 16      | . | 102 | 140 | 1,3725  |                      |
| 9  | Atlas                      | 12      | 32      | 12      | 21      | 31      | 28      | . | 102 | 136 | 1,3333  |                      |
| 10 | Pumas UNAM                 | 23      | 29      | 11      | 25      | 24      | 22      | . | 102 | 134 | 1,3137  |                      |
| 11 | Querétaro                  | 22      | 17      | 26      | 21      | 21      | 26      | . | 102 | 133 | 1,3039  |                      |
| 12 | Pachuca                    | 21      | 20      | 17      | 24      | 25      | 25      | . | 102 | 132 | 1,2941  |                      |
| 13 | Morelia                    | 27      | 30      | 27      | 21      | 10      | 13      | . | 102 | 128 | 1,2549  |                      |
| 14 | Chiapas                    | 15      | 16      | 25      | 23      | 28      | 20      | . | 102 | 127 | 1,2451  |                      |
| 15 | Veracruz                   | –       | –       | 20      | 16      | 15      | 28      | . | 68  | 79  | 1,1618  |                      |
| 16 | Guadalajara                | 23      | 16      | 12      | 21      | 16      | 26      | . | 102 | 116 | 1,1176  |                      |
| 17 | Puebla                     | 13      | 19      | 19      | 18      | 16      | 20      | . | 102 | 105 | 1,0294  |                      |
| 18 | Universidad de Guadalajara | –       | –       | –       | –       | 17      | 18      | . | 34  | 35  | 1,0294  | Spadek do Ascenso MX |

Źródło: Liga Bancomer MX (hiszp.)

### Miejsca po danych kolejkach (tabela spadkowa)
| Drużyna/ Kolejka | 1            | 2  | 3  | 4  | 5  | 6  | 7  | 8  | 9  | 10 | 11 | 12 | 13 | 14 | 15 | 16 | 17 |   |
| ---------------- | ------------ | -- | -- | -- | -- | -- | -- | -- | -- | -- | -- | -- | -- | -- | -- | -- | -- | - |
| Drużyna/ Kolejka | Club América | 1  | 1  | 1  | 1  | 1  | 1  | 1  | 1  | 1  | 1  | 1  | 1  | 1  | 1  | 1  | 1  | 1 |
| Cruz Azul        | 2            | 2  | 2  | 2  | 2  | 2  | 2  | 2  | 2  | 2  | 2  | 2  | 2  | 2  | 3  | 2  | 2  |   |
| Toluca           | 3            | 3  | 3  | 3  | 3  | 3  | 3  | 3  | 3  | 3  | 3  | 3  | 3  | 3  | 2  | 3  | 3  |   |
| Tigres UANL      | 5            | 4  | 5  | 5  | 5  | 5  | 5  | 4  | 4  | 4  | 4  | 4  | 4  | 4  | 4  | 4  | 4  |   |
| Santos Laguna    | 4            | 5  | 4  | 4  | 4  | 4  | 4  | 5  | 5  | 6  | 5  | 5  | 5  | 5  | 5  | 5  | 5  |   |
| Tijuana          | 7            | 6  | 6  | 6  | 6  | 6  | 6  | 6  | 6  | 5  | 6  | 6  | 6  | 6  | 6  | 6  | 6  |   |
| Monterrey        | 9            | 8  | 8  | 8  | 8  | 8  | 8  | 8  | 8  | 8  | 8  | 8  | 8  | 8  | 8  | 7  | 7  |   |
| León             | 6            | 7  | 7  | 7  | 7  | 7  | 7  | 7  | 7  | 7  | 7  | 7  | 7  | 7  | 7  | 8  | 8  |   |
| Atlas            | 11           | 10 | 11 | 11 | 10 | 10 | 9  | 10 | 9  | 9  | 10 | 10 | 10 | 10 | 10 | 9  | 9  |   |
| Pumas UNAM       | 10           | 11 | 10 | 10 | 11 | 11 | 12 | 12 | 11 | 10 | 9  | 9  | 9  | 9  | 9  | 10 | 10 |   |
| Querétaro        | 13           | 12 | 13 | 13 | 13 | 14 | 14 | 14 | 14 | 14 | 14 | 14 | 12 | 11 | 12 | 11 | 11 |   |
| Pachuca          | 14           | 14 | 14 | 14 | 14 | 13 | 13 | 13 | 13 | 13 | 13 | 12 | 11 | 12 | 11 | 12 | 12 |   |
| Morelia          | 8            | 9  | 9  | 9  | 9  | 9  | 10 | 9  | 10 | 11 | 12 | 13 | 14 | 13 | 14 | 14 | 13 |   |
| Chiapas          | 12           | 13 | 12 | 12 | 12 | 12 | 11 | 11 | 12 | 12 | 11 | 11 | 13 | 14 | 13 | 13 | 14 |   |
| Veracruz         | 16           | 15 | 15 | 15 | 15 | 15 | 15 | 15 | 15 | 15 | 15 | 15 | 15 | 15 | 15 | 15 | 15 |   |
| Guadalajara      | 18           | 17 | 17 | 16 | 16 | 16 | 16 | 16 | 16 | 17 | 16 | 16 | 16 | 16 | 16 | 16 | 16 |   |
| Puebla           | 17           | 18 | 18 | 17 | 17 | 17 | 17 | 17 | 17 | 18 | 18 | 18 | 18 | 18 | 17 | 17 | 17 |   |
| U de Guadalajara | 15           | 16 | 16 | 18 | 18 | 18 | 18 | 18 | 18 | 16 | 17 | 17 | 17 | 17 | 18 | 18 | 18 |   |

## Faza play-off

### Drabinka
|  | Ćwierćfinały | Ćwierćfinały  | Ćwierćfinały | Ćwierćfinały | Ćwierćfinały |   |   | Półfinały     | Półfinały | Półfinały | Półfinały | Półfinały |  |  | Finał | Finał         | Finał | Finał | Finał |
|  |              |               |              |              |              |   |   |               |           |           |           |           |  |  |       |               |       |       |       |
|  | 1            | Tigres UANL   | 1            | 0            | 1            |   |   |               |           |           |           |           |  |  |       |               |       |       |       |
|  | 8            | Santos Laguna | 1            | 1            | 2            |   |   |               |           |           |           |           |  |  |       |               |       |       |       |
|  | 8            | Santos Laguna | 1            | 1            | 2            |   |   | Santos Laguna | 0         | 3         | 3         |           |  |  |       |               |       |       |       |
|  |              |               |              |              |              |   |   | Santos Laguna | 0         | 3         | 3         |           |  |  |       |               |       |       |       |
|  |              |               | Guadalajara  | 0            | 0            | 0 |   |               |           |           |           |           |  |  |       |               |       |       |       |
|  | 4            | Atlas         | Guadalajara  | 0            | 0            | 0 | 0 | 1             | 1         |           |           |           |  |  |       |               |       |       |       |
|  | 4            | Atlas         |              |              |              |   | 0 | 1             | 1         |           |           |           |  |  |       |               |       |       |       |
|  | 5            | Guadalajara   | 0            | 4            | 4            |   |   |               |           |           |           |           |  |  |       |               |       |       |       |
|  |              |               |              |              |              |   |   |               |           |           |           |           |  |  |       | Santos Laguna | 5     | 0     | 5     |
|  |              |               |              | Querétaro    | 0            | 3 | 3 |               |           |           |           |           |  |  |       |               |       |       |       |
|  | 2            | Club América  | 2            | 3            | 5            |   |   |               |           |           |           |           |  |  |       |               |       |       |       |
|  | 7            | Pachuca       | 3            | 4            | 7            |   |   |               |           |           |           |           |  |  |       |               |       |       |       |
|  | 7            | Pachuca       | 3            | 4            | 7            |   |   | Pachuca       | 2         | 0         | 2         |           |  |  |       |               |       |       |       |
|  |              |               |              |              |              |   |   | Pachuca       | 2         | 0         | 2         |           |  |  |       |               |       |       |       |
|  |              |               | Querétaro    | 0            | 2            | 2 |   |               |           |           |           |           |  |  |       |               |       |       |       |
|  | 3            | Veracruz      | Querétaro    | 0            | 2            | 2 | 1 | 2             | 3         |           |           |           |  |  |       |               |       |       |       |
|  | 3            | Veracruz      |              |              |              |   | 1 | 2             | 3         |           |           |           |  |  |       |               |       |       |       |
|  | 6            | Querétaro     | 2            | 2            | 4            |   |   |               |           |           |           |           |  |  |       |               |       |       |       |

### Ćwierćfinały
| 13 maja 2015 | Santos Laguna | 1:1   | Tigres UANL |                                                                                    |
| 19:00        | Orozco 15'    | (1:1) | 27' Guerrón | Estadio Corona Torreón, Coahuila Widzów: 17 072 Sędzia: Jorge Isaac Rojas Castillo |

| 16 maja 2015 | Tigres UANL | 0:1   | Santos Laguna |                                                                                  |
| 19:00        |             | (0:0) | 68' Djaniny   | Estadio Universitario San Nicolás, Nuevo León Sędzia: José Alfredo Peñaloza Soto |

| 14 maja 2015 | Guadalajara | 0:0   | Atlas |                                                                                    |
| 21:00        |             | (0:0) |       | Estadio Omnilife Zapopan, Jalisco Widzów: 39 998 Sędzia: Fernando Guerrero Ramírez |

| 17 maja 2015 | Atlas     | 1:4   | Guadalajara                     |                                                                         |
| 18:00        | Medina 6' | (1:3) | 4', 16', 38' Fabián · 53' Bravo | Estadio Jalisco Guadalajara, Jalisco Sędzia: Francisco Chacón Gutiérrez |

| 13 maja 2015 | Pachuca                                    | 3:2   | Club América               |                                                                                        |
| 21:06        | Gutiérrez 4' · Penilla 17' · Nahuelpan 37' | (3:1) | 35' Arroyo · 49' Benedetto | Estadio Hidalgo Pachuca, Hidalgo Widzów: 14 447 Sędzia: Luis Enrique Santander Aguirre |

| 16 maja 2015 | Club América                           | 3:4   | Pachuca                                                    |                                                                          |
| 17:00        | Peralta 43' · Aguilar 51' · Arroyo 87' | (1:1) | 6' Penilla · 55' Ayoví · 90+4' (k.) Cvitanich · 90+6' Cano | Estadio Azteca m. Meksyk, Distrito Federal Sędzia: Roberto García Orozco |
| 17:00        | Goltz 33' · Aguilar 74', 90+3'         | (1:1) |                                                            | Estadio Azteca m. Meksyk, Distrito Federal Sędzia: Roberto García Orozco |

| 14 maja 2015 | Querétaro                | 2:1   | Veracruz  |                                                                                            |
| 19:00        | William 37' · Corona 90' | (1:1) | 28' Albín | Estadio Corregidora Querétaro, Querétaro Widzów: 31 976 Sędzia: Erick Yair Miranda Galindo |

| 17 maja 2015 | Veracruz                | 2:2   | Querétaro                    | |
| 20:00        | Andrade 60' · Furch 88' | (0:1) | 17' William · 83' Ronaldinho | Estadio Luis "Pirata" Fuente Boca del Río, Veracruz Widzów: 28 940 Sędzia: Paul Enrique Delgadillo Haro |

### Półfinały
| 21 maja 2015 | Santos Laguna | 0:0   | Guadalajara |                                                                                   |
| 22:00        |               | (0:0) |             | Estadio Corona Torreón, Coahuila Widzów: 27 090 Sędzia: Fernando Guerrero Ramírez |

| 24 maja 2015 | Guadalajara | 0:3   | Santos Laguna                               |                                                                                     |
| 19:00        |             | (0:1) | 37' Djaniny · 55' Izquierdoz · 68' Calderón | Estadio Omnilife Zapopan, Jalisco Widzów: 42 618 Sędzia: Francisco Chacón Gutiérrez |

| 21 maja 2015 | Pachuca               | 2:0   | Querétaro |                                                                                    |
| 20:06        | Cano 8' · Salinas 38' | (2:0) |           | Estadio Hidalgo Pachuca, Hidalgo Widzów: 27 500 Sędzia: José Alfredo Peñaloza Soto |
| 20:06        | 41' Osorio            | (2:0) |           | Estadio Hidalgo Pachuca, Hidalgo Widzów: 27 500 Sędzia: José Alfredo Peñaloza Soto |

| 24 maja 2015 | Querétaro                     | 2:0   | Pachuca |                                                                                       |
| 21:00        | Sepúlveda 12' · Bornstein 49' | (1:0) |         | Estadio Corregidora Querétaro, Querétaro Widzów: 31 427 Sędzia: Roberto García Orozco |

### Finał
| 28 maja 2015 | Santos Laguna                           | 5:0   | Querétaro |                                                                                    |
| 20:30        | Orozco 4', 26', 32', 62' · González 79' | (3:0) |           | Estadio Corona Torreón, Coahuila Widzów: 29 604 Sędzia: José Alfredo Peñaloza Soto |

| 31 maja 2015 | Querétaro                                  | 3:0   | Santos Laguna |                                                                                            |
| 20:30        | Osuna 9' (k.) · Corona 20' · Sepúlveda 38' | (3:0) |               | Estadio Corregidora Querétaro, Querétaro Widzów: 31 275 Sędzia: Francisco Chacón Gutiérrez |

Skład mistrza:
- Bramkarze: Agustín Marchesín (22/–25), Julio José González (1/0)
- Obrońcy: José Abella (23/0), Carlos Izquierdoz (22/2), Adrián Aldrete (21/1), Oswaldo Alanís (13/0), Néstor Araujo (12/0)
- Pomocnicy: Néstor Calderón (22/7), Diego González (22/6), Jesús Molina (21/2), Rodolfo Salinas (17/0), Alonso Escoboza (16/1), Luis Ángel Mendoza (14/0), Sergio Ceballos (12/0), Carlos Orrantía (3/0), Luis Lozoya (1/0), Ulises Rivas (1/0)
- Napastnicy: Andrés Rentería (22/5), Javier Orozco (20/6), Djaniny (20/4), Edson Rivera (11/0)
- Trener: Pedro Caixinha, asystenci: Hélder Baptista, Miguel García

W nawiasie podano (mecze/gole), zaś w przypadku bramkarzy (mecze/przepuszczone gole).

## Statystyki

### Najlepsi strzelcy
| Lp            | Zawodnik        | Klub             | Gole |
| ------------- | --------------- | ---------------- | ---- |
| 1             | Dorlan Pabón    | Monterrey        | 10   |
| 2             | Matías Alustiza | Puebla           | 9    |
| 2             | Julio Furch     | Veracruz         | 9    |
| 4             | Dayro Moreno    | Tijuana          | 8    |
| 5             | Rafael Sóbis    | Tigres UANL      | 7    |
| 5             | Avilés Hurtado  | Chiapas          | 7    |
| 5             | Ismael Sosa     | Pumas UNAM       | 7    |
| 8             | Edwin Cardona   | Monterrey        | 6    |
| 8             | Néstor Calderón | Santos Laguna    | 6    |
| 8             | Juan Arango     | Tijuana          | 6    |
| 8             | Fidel Martínez  | U de Guadalajara | 6    |
| 8             | Leiton Jiménez  | Veracruz         | 6    |
| 12 zawodników | 12 zawodników   | 12 zawodników    | 5    |
| 7 zawodników  | 7 zawodników    | 7 zawodników     | 4    |
| 18 zawodników | 18 zawodników   | 18 zawodników    | 3    |
| 40 zawodników | 40 zawodników   | 40 zawodników    | 2    |
| 61 zawodników | 61 zawodników   | 61 zawodników    | 1    |

Źródło: Liga Bancomer MX (hiszp.)

### Najlepsi asystenci
| Lp | Zawodnik         | Klub          | Asysty |
| -- | ---------------- | ------------- | ------ |
| 1  | Elías Hernández  | León          | 7      |
| 1  | Djaniny          | Santos Laguna | 7      |
| 3  | Daniel Villalva  | Veracruz      | 6      |
| 4  | Ronaldinho       | Querétaro     | 5      |
| 4  | Fernando Meneses | Veracruz      | 5      |
| 4  | Raúl López       | Guadalajara   | 5      |
| 4  | Néstor Calderón  | Santos Laguna | 5      |
| 8  | William          | Querétaro     | 4      |
| 8  | Hirving Lozano   | Pachuca       | 4      |
| 8  | Dorlan Pabón     | Monterrey     | 4      |
| 8  | Rubens Sambueza  | Club América  | 4      |
| 8  | Marco Fabián     | Guadalajara   | 4      |
| 8  | Danilinho        | Querétaro     | 4      |

Źródło: Liga Bancomer MX (hiszp.)

### Hat tricki
| Lp | Zawodnik (klub)               | Spotkanie                 | Wynik | Gole                  | Kolejka    | Data         |
| -- | ----------------------------- | ------------------------- | ----- | --------------------- | ---------- | ------------ |
| 1. | Marco Fabián (Guadalajara)    | Atlas – Guadalajara       | 1:4   | Gol · Gol · Gol       | 1/4 finału | 17 maja 2015 |
| 2. | Javier Orozco (Santos Laguna) | Santos Laguna – Querétaro | 5:0   | Gol · Gol · Gol · Gol | finał      | 28 maja 2015 |

### Szczegółowe
| PRZEBIEGNIĘTY DYSTANS | PRZEBIEGNIĘTY DYSTANS | PRZEBIEGNIĘTY DYSTANS | PRZEBIEGNIĘTY DYSTANS |
| Lp                    | Zawodnik              | Klub                  | Dystans (w km)        |
| --------------------- | --------------------- | --------------------- | --------------------- |
| 1                     | Diego González        | Santos Laguna         | 236.97                |
| 2                     | Jesús Molina          | Santos Laguna         | 229.91                |
| 3                     | José Abella           | Santos Laguna         | 227.04                |
| 4                     | Rodolfo Pizarro       | Pachuca               | 224.39                |
| 5                     | Israel Castro         | Guadalajara           | 214.91                |

| ODDANE STRZAŁY | ODDANE STRZAŁY  | ODDANE STRZAŁY | ODDANE STRZAŁY |
| Lp             | Zawodnik        | Klub           | Strzały        |
| -------------- | --------------- | -------------- | -------------- |
| 1              | Ismael Sosa     | Pumas UNAM     | 29             |
| 2              | Dayro Moreno    | Tijuana        | 28             |
| 3              | Darío Benedetto | Club América   | 25             |
| 3              | Dorlan Pabón    | Monterrey      | 25             |
| 5              | Andrés Rentería | Santos Laguna  | 24             |

| EFEKTYWNOŚĆ PODAŃ | EFEKTYWNOŚĆ PODAŃ    | EFEKTYWNOŚĆ PODAŃ | EFEKTYWNOŚĆ PODAŃ |
| Lp                | Zawodnik             | Klub              | % celnych         |
| ----------------- | -------------------- | ----------------- | ----------------- |
| 1                 | Wilson Tiago         | Chiapas           | 91.9%             |
| 2                 | Alan Zamora          | Chiapas           | 87.2%             |
| 3                 | José Juan Vázquez    | León              | 86.3%             |
| 4                 | José Daniel Guerrero | Club América      | 86.1%             |
| 5                 | Gabriel Peñalba      | Veracruz          | 86.0%             |

| KONTAKTY Z PIŁKĄ | KONTAKTY Z PIŁKĄ  | KONTAKTY Z PIŁKĄ | KONTAKTY Z PIŁKĄ |
| Lp               | Zawodnik          | Klub             | Kontakty         |
| ---------------- | ----------------- | ---------------- | ---------------- |
| 1                | Walter Ayoví      | Pachuca          | 1535             |
| 2                | Aldo Leao Ramírez | Atlas            | 1329             |
| 3                | Mario Osuna       | Querétaro        | 1286             |
| 4                | Rubens Sambueza   | Club América     | 1272             |
| 5                | José Juan Vázquez | León             | 1237             |

| NAJCZĘŚCIEJ FAULUJĄCY | NAJCZĘŚCIEJ FAULUJĄCY | NAJCZĘŚCIEJ FAULUJĄCY | NAJCZĘŚCIEJ FAULUJĄCY |
| Lp                    | Zawodnik              | Klub                  | Faule                 |
| --------------------- | --------------------- | --------------------- | --------------------- |
| 1                     | Joffre Guerrón        | Tigres UANL           | 51                    |
| 2                     | Richard Ortiz         | Toluca                | 47                    |
| 3                     | Jesús Molina          | Santos Laguna         | 45                    |
| 4                     | Carlos Izquierdoz     | Santos Laguna         | 42                    |
| 5                     | Oribe Peralta         | Club América          | 40                    |

| OTRZYMANE CZERWONE KARTKI | OTRZYMANE CZERWONE KARTKI | OTRZYMANE CZERWONE KARTKI | OTRZYMANE CZERWONE KARTKI |
| Lp                        | Zawodnik                  | Klub                      | Cz. kartki                |
| ------------------------- | ------------------------- | ------------------------- | ------------------------- |
| 1                         | Pablo Aguilar             | Club América              | 3                         |
| 2                         | Alberto Acosta            | Puebla                    | 2                         |
| 2                         | Óscar Ricardo Rojas       | Toluca                    | 2                         |
| 2                         | Stefan Medina             | Monterrey                 | 2                         |
| 2                         | Aquivaldo Mosquera        | Pachuca                   | 2                         |

| WYKONANE SPRINTY | WYKONANE SPRINTY | WYKONANE SPRINTY | WYKONANE SPRINTY |
| Lp               | Zawodnik         | Klub             | Sprinty          |
| ---------------- | ---------------- | ---------------- | ---------------- |
| 1                | Diego González   | Santos Laguna    | 846              |
| 2                | Rodolfo Pizarro  | Pachuca          | 717              |
| 3                | Fernando Meneses | Veracruz         | 675              |
| 4                | José Abella      | Santos Laguna    | 598              |
| 5                | Richard Ruiz     | Tijuana          | 597              |

| WYKONANE CELNE PODANIA | WYKONANE CELNE PODANIA | WYKONANE CELNE PODANIA | WYKONANE CELNE PODANIA |
| Lp                     | Zawodnik               | Klub                   | Podania                |
| ---------------------- | ---------------------- | ---------------------- | ---------------------- |
| 1                      | Walter Ayoví           | Pachuca                | 1007                   |
| 2                      | José Juan Vázquez      | León                   | 985                    |
| 3                      | Aldo Leao Ramírez      | Atlas                  | 965                    |
| 4                      | Israel Castro          | Guadalajara            | 905                    |
| 5                      | Guido Pizarro          | Tigres UANL            | 900                    |

| WYKONANE KLUCZOWE PODANIA | WYKONANE KLUCZOWE PODANIA | WYKONANE KLUCZOWE PODANIA | WYKONANE KLUCZOWE PODANIA |
| Lp                        | Zawodnik                  | Klub                      | Podania                   |
| ------------------------- | ------------------------- | ------------------------- | ------------------------- |
| 1                         | Rubens Sambueza           | Club América              | 40                        |
| 2                         | Carlos Darwin Quintero    | Club América              | 38                        |
| 3                         | Néstor Calderón           | Santos Laguna             | 34                        |
| 4                         | Diego González            | Santos Laguna             | 33                        |
| 5                         | Danilinho                 | Querétaro                 | 32                        |

| KONTAKTY Z PIŁKĄ W OFENSYWIE | KONTAKTY Z PIŁKĄ W OFENSYWIE | KONTAKTY Z PIŁKĄ W OFENSYWIE | KONTAKTY Z PIŁKĄ W OFENSYWIE |
| Lp                           | Zawodnik                     | Klub                         | Kontakty                     |
| ---------------------------- | ---------------------------- | ---------------------------- | ---------------------------- |
| 1                            | Rubens Sambueza              | Club América                 | 903                          |
| 2                            | Walter Ayoví                 | Pachuca                      | 821                          |
| 3                            | Jesús Dueñas                 | Tigres UANL                  | 810                          |
| 4                            | Elías Hernández              | León                         | 764                          |
| 5                            | Aldo Leao Ramírez            | Atlas                        | 761                          |

| NAJCZĘŚCIEJ FAULOWANI | NAJCZĘŚCIEJ FAULOWANI | NAJCZĘŚCIEJ FAULOWANI | NAJCZĘŚCIEJ FAULOWANI |
| Lp                    | Zawodnik              | Klub                  | Faule                 |
| --------------------- | --------------------- | --------------------- | --------------------- |
| 1                     | Daniel Villalva       | Veracruz              | 59                    |
| 1                     | Gabriel Hauche        | Tijuana               | 59                    |
| 3                     | Rubens Sambueza       | Club América          | 56                    |
| 4                     | Gabriel Peñalba       | Veracruz              | 49                    |
| 5                     | Orbelín Pineda        | Querétaro             | 43                    |

| NAJCZĘŚCIEJ NA SPALONYM | NAJCZĘŚCIEJ NA SPALONYM | NAJCZĘŚCIEJ NA SPALONYM | NAJCZĘŚCIEJ NA SPALONYM |
| Lp                      | Zawodnik                | Klub                    | Spalone                 |
| ----------------------- | ----------------------- | ----------------------- | ----------------------- |
| 1                       | Dayro Moreno            | Tijuana                 | 24                      |
| 2                       | Vicente Matías Vuoso    | Chiapas                 | 17                      |
| 3                       | Omar Bravo              | Guadalajara             | 14                      |
| 4                       | Joao Rojas              | Cruz Azul               | 13                      |
| 4                       | Eduardo Herrera         | Pumas UNAM              | 13                      |

| WYKONANE PARADY BRAMKARSKIE | WYKONANE PARADY BRAMKARSKIE | WYKONANE PARADY BRAMKARSKIE | WYKONANE PARADY BRAMKARSKIE |
| Lp                          | Zawodnik                    | Klub                        | Parady                      |
| --------------------------- | --------------------------- | --------------------------- | --------------------------- |
| 1                           | Alfredo Talavera            | Toluca                      | 87                          |
| 2                           | Tiago Volpi                 | Querétaro                   | 82                          |
| 3                           | Agustín Marchesín           | Santos Laguna               | 79                          |
| 4                           | Melitón Hernández           | Veracruz                    | 74                          |
| 5                           | Óscar Pérez                 | Pachuca                     | 73                          |

| OTRZYMANE PODANIA | OTRZYMANE PODANIA | OTRZYMANE PODANIA | OTRZYMANE PODANIA |
| Lp                | Zawodnik          | Klub              | Podania           |
| ----------------- | ----------------- | ----------------- | ----------------- |
| 1                 | Aldo Leao Ramírez | Atlas             | 1019              |
| 2                 | José Juan Vázquez | León              | 918               |
| 3                 | Jesús Dueñas      | Tigres UANL       | 906               |
| 4                 | Rubens Sambueza   | Club América      | 895               |
| 5                 | Walter Ayoví      | Pachuca           | 863               |

| WYKONANE ODBIORY PIŁKI | WYKONANE ODBIORY PIŁKI | WYKONANE ODBIORY PIŁKI | WYKONANE ODBIORY PIŁKI |
| Lp                     | Zawodnik               | Klub                   | Odbiory                |
| ---------------------- | ---------------------- | ---------------------- | ---------------------- |
| 1                      | Carlos Izquierdoz      | Santos Laguna          | 507                    |
| 2                      | Jesús Molina           | Santos Laguna          | 483                    |
| 3                      | Leiton Jiménez         | Veracruz               | 465                    |
| 4                      | Yasser Corona          | Querétaro              | 455                    |
| 5                      | José Abella            | Santos Laguna          | 442                    |

| KONTAKTY Z PIŁKĄ W DEFENSYWIE | KONTAKTY Z PIŁKĄ W DEFENSYWIE | KONTAKTY Z PIŁKĄ W DEFENSYWIE | KONTAKTY Z PIŁKĄ W DEFENSYWIE |
| Lp                            | Zawodnik                      | Klub                          | Kontakty                      |
| ----------------------------- | ----------------------------- | ----------------------------- | ----------------------------- |
| 1                             | Carlos Salcedo                | Guadalajara                   | 1053                          |
| 2                             | Hugo Ayala                    | Tigres UANL                   | 1036                          |
| 3                             | José Arturo Rivas             | Tigres UANL                   | 1031                          |
| 4                             | Jair Pereira                  | Guadalajara                   | 990                           |
| 5                             | Yasser Corona                 | Querétaro                     | 965                           |

| OTRZYMANE ŻÓŁTE KARTKI | OTRZYMANE ŻÓŁTE KARTKI | OTRZYMANE ŻÓŁTE KARTKI | OTRZYMANE ŻÓŁTE KARTKI |
| Lp                     | Zawodnik               | Klub                   | Ż. kartki              |
| ---------------------- | ---------------------- | ---------------------- | ---------------------- |
| 1                      | Walter Kannemann       | Atlas                  | 10                     |
| 2                      | Marcelo Alatorre       | U de Guadalajara       | 8                      |
| 2                      | Diego González         | Santos Laguna          | 8                      |
| 2                      | Paul Aguilar           | Club América           | 8                      |
| 5                      | Luis Gerardo Venegas   | Atlas                  | 7                      |

## Nagrody

### Tygodniowe
| 1          | Leiton Jiménez    | Veracruz      | Matías Alustiza    | Puebla        | Jesús Corona            | Cruz Azul     |
| 2          | Julio Furch       | Veracruz      | Marco Fabián       | Guadalajara   | Cirilo Saucedo          | Tijuana       |
| 3          | Ismael Sosa       | Pumas UNAM    | Ismael Sosa        | Pumas UNAM    | Carlos Felipe Rodríguez | Morelia       |
| 4          | Gabriel Hauche    | Tijuana       | Miguel Sansores    | Morelia       | Agustín Marchesín       | Santos Laguna |
| 5          | Christian Giménez | Cruz Azul     | Christian Giménez  | Cruz Azul     | Jesús Corona            | Cruz Azul     |
| 6          | Oribe Peralta     | Club América  | Osvaldo Martínez   | Club América  | Cirilo Saucedo          | Tijuana       |
| 7          | Marco Fabián      | Guadalajara   | Erick Gutiérrez    | Pachuca       | Moisés Muñoz            | Club América  |
| 8          | Julio Furch       | Veracruz      | Mauro Cejas        | Morelia       | Alfredo Talavera        | Toluca        |
| 9          | Edwin Cardona     | Monterrey     | Edwin Cardona      | Monterrey     | Cirilo Saucedo          | Tijuana       |
| 10         | Erick Torres      | Guadalajara   | Luis Montes        | León          | Cirilo Saucedo          | Tijuana       |
| 11         | Dorlan Pabón      | Monterrey     | Luis Montes        | León          | Tiago Volpi             | Querétaro     |
| 12         | Emanuel Villa     | Querétaro     | Edwin Cardona      | Monterrey     | Luis Ernesto Michel     | Guadalajara   |
| 13         | Ariel Nahuelpan   | Pachuca       | Orbelín Pineda     | Querétaro     | Tiago Volpi             | Querétaro     |
| 14         | Ronaldinho        | Querétaro     | Carlos Peña        | León          | Alfredo Talavera        | Toluca        |
| 15         | Damián Álvarez    | Tigres UANL   | Paul Aguilar       | Club América  | Sergio García           | Chiapas       |
| 16         | Matías Alustiza   | Puebla        | Edgar Gerardo Lugo | Tigres UANL   | Jesús Corona            | Cruz Azul     |
| 17         | Luis Robles       | Puebla        | Dayro Moreno       | Tijuana       | Jonathan Orozco         | Monterrey     |
| 1/4 finału | Marco Fabián      | Guadalajara   | Marco Fabián       | Guadalajara   | Agustín Marchesín       | Santos Laguna |
| 1/2 finału | Néstor Calderón   | Santos Laguna | Néstor Calderón    | Santos Laguna | Luis Ernesto Michel     | Guadalajara   |

Źródło: MedioTiempo (hiszp.)

### Jedenastka sezonu
| Bramkarz                          | Obrońcy | Pomocnicy                                                                                 | Napastnicy                                                               |
| --------------------------------- | --- | ----------------------------------------------------------------------------------------- | ------------------------------------------------------------------------ |
| Agustín Marchesín (Santos Laguna) | Adrián Aldrete (Santos Laguna) Carlos Salcedo (Guadalajara) Leiton Jiménez (Veracruz) Paul Aguilar (Club América) | Damián Álvarez (Tigres UANL) Jesús Molina (Santos Laguna) Néstor Calderón (Santos Laguna) | Matías Alustiza (Puebla) Julio Furch (Veracruz) Dorlan Pabón (Monterrey) |

Źródło: Liga Bancomer MX (hiszp.)

### Wyróżnienia indywidualne
| Nagrody indywidualne | Nagrody indywidualne                            |  |
| -------------------- | ----------------------------------------------- |  |
| Piłkarz sezonu:      | Agustín Marchesín (Santos Laguna)               |  |
| Odkrycie sezonu:     | Raúl López (Guadalajara)                        |  |
| Rewelacja sezonu:    | Carlos Salcedo (Guadalajara)                    |  |
| Powrót sezonu:       | Luis Montes (León)                              |  |
| Trener sezonu:       | Pedro Caixinha (Santos Laguna)                  |  |
| Najlepszy sędzia:    | Francisco Chacón                                |  |
|                      |                                                 |  |
| Gol sezonu:          | Paul Aguilar (Club América, vs Guadalajara)     |  |
| Parada sezonu:       | Agustín Marchesín (Santos Laguna, vs Cruz Azul) |  |
|                      |                                                 |  |
| Mecz sezonu:         | Atlas 1–1 Guadalajara, 12. kolejka              |  |
| Najlepszy futbol:    | Veracruz (trener – Carlos Reinoso)              |  |

Źródło: Récord (hiszp.)